# Walking on Sunshine (album Eddy Grant)
Walking on Sunshine è un album in studio del cantante guyanese naturalizzato britannico Eddy Grant, pubblicato nel 1979.

## Tracce
1. Walking on Sunshine – 5:22
2. Living on the Front Line – 5:57
3. Front Line Symphony – 7:23
4. My Love, My Love – 4:35
5. Just Imagine I'm Loving You – 6:35
6. Dancing in Guyana – 3:21
7. Say I Love You – 3:55
8. We Are – 4:42